# Município de Westerville City (condado de Delaware, Ohio)
O município de Westerville City (em inglês: Westerville City Township) é um município localizado no condado de Delaware no estado estadounidense de Ohio. No ano de 2010 tinha uma população de 7.789 habitantes e uma densidade populacional de 753,72 pessoas por km².

## Geografia
O município de Westerville City encontra-se localizado nas coordenadas 40° 08′ 20″ N, 82° 55′ 27″ O. Segundo a Departamento do Censo dos Estados Unidos, o município tem uma superfície total de 10.33 km², da qual 10,27 km² correspondem a terra firme e (0,58 %) 0,06 km² é água.

## Demografia
Segundo o censo de 2010, tinha 7.789 habitantes residindo no município de Westerville City. A densidade populacional era de 753,72 hab./km². Dos 7.789 habitantes, o município de Westerville City estava composto pelo 87,7 % brancos, o 5,42 % eram afroamericanos, o 0,08 % eram amerindios, o 4,66 % eram asiáticos, o 0,44 % eram de outras raças e o 1,71 % eram de uma mistura de raças. Do total da população o 2,21 % eram hispanos ou latinos de qualquer raça.